# Birxgraben
Der Birxgraben ist ein Bach, der in der Langen Rhön auf 780 m ü. NHN zwischen Birx und Schwarzem Moor entspringt und rechts der Ulster zufließt. Der Graben gilt als Biotopverbundelement zwischen Ulstertal und Hochrhön und ist daher seit 1987 als Naturdenkmal geschützt.

## Geographie

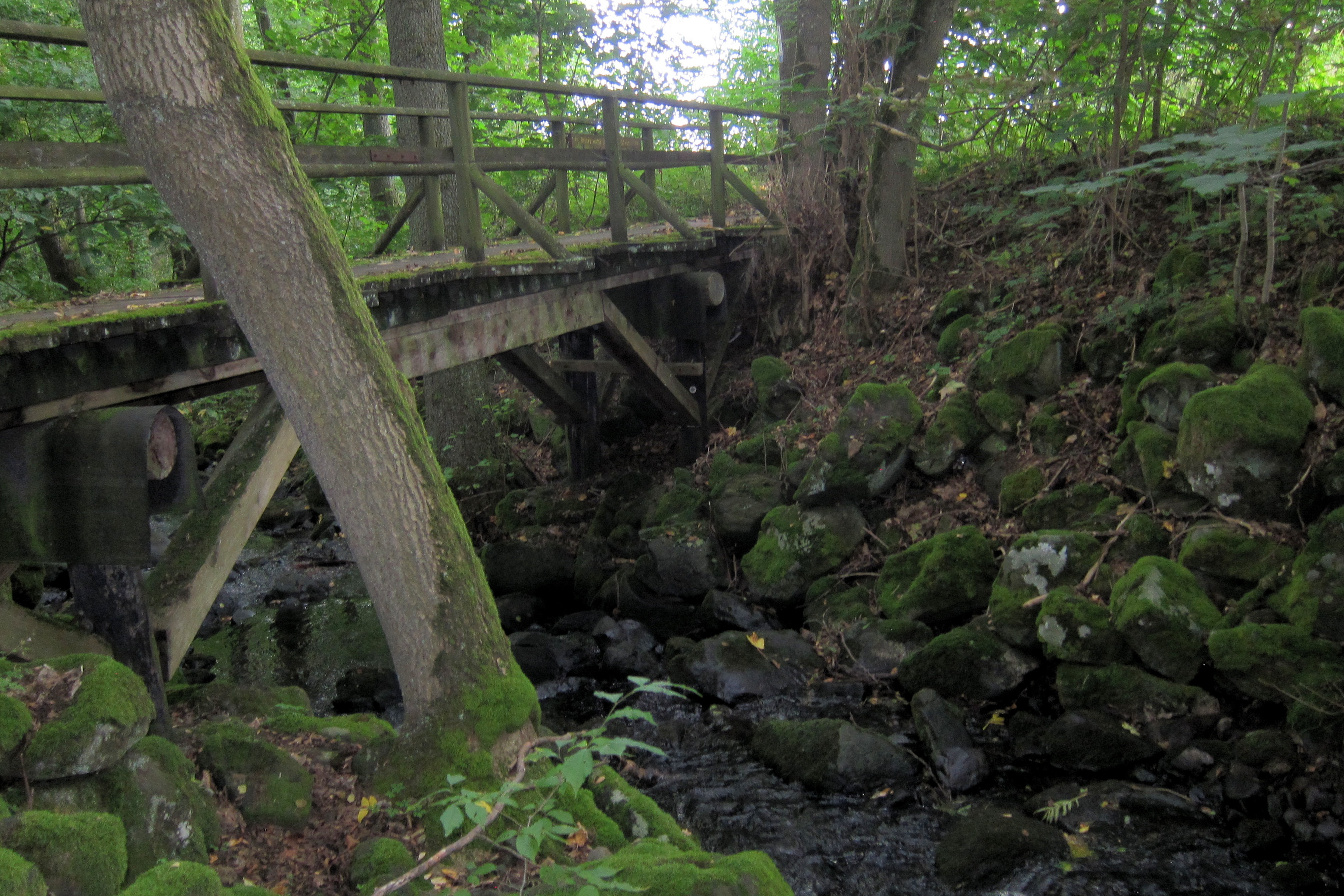
Holzsteg über den Birxgraben bei Seiferts

Der Birxgraben in seinem heutigen Verlauf wurde durch mehrere extreme Wetterereignisse gestaltet. So hat er sich massiv in den Untergrund eingetieft. Von einem Wolkenbruch am 26. Juli 1834 und plötzliches Tauwetter in Verbindung mit Starkregen am 9. Februar 1897 wird berichtet, dass dabei Erde und Gestein bewegt wurden. In Seiferts überquerte der Bach auf einer Betonbrücke die Bahnstrecke Götzenhof–Wüstensachsen. Der Trasseneinschnitt in das Gelände wurde inzwischen verfüllt. Nach Durchquerung des Dorfes Seiferts mündet der Bach in die Ulster.

## Flora
Die Pflanzenwelt wird geprägt durch einen Hainmieren-Erlen-Auenwald mit Schwarzerle, Esche, Bergahorn und Wildkirsche sowie Haselnuss, schwarzer Holunder, Schlehen und Weißdorn.

## Naturpfad
Im Jahr 1979/80 wurde vom Landkreis Fulda ein Naturpfad entlang des unteren Teils des Birxgrabens angelegt, der am Rastplatz auf der Oberländer Hute endet. Dabei queren vier Brücken zwischen acht und 17 Metern Länge das Gewässer. Ein Wanderparkplatz liegt oberhalb von Seiferts Richtung Fladungen. Die Brücken wurden 2003 mit einem Kostenaufwand von 15.000 Euro erneuert.

## Birxmühle
Die Birxmühle galt als eine der ältesten und als höchstgelegene der Mühlen in der Rhön. Sie lag auf 700 Metern Höhe unmittelbar an der Grenze von Thüringen und Hessen. Daher wurde die Mühle zu einem Umschlagsplatz für Schmugglerei. Zu dem Anwesen zählten auch ein Wohnhaus und eine Scheune. Aufgrund der Grenznähe wurde der Eigentümer am 3. Oktober 1961 enteignet. Um 8:20 Uhr bemerkten Zoll und Bundesgrenzschutz Lastzüge. Unter starker Bewachung wurden Möbelstücke verladen und die Familie Leutbecher, alter Müller mit Frau, junger Müller mit Frau und zwei Kindern in den Kreis Gotha zwangsumgesiedelt. Im Folgejahr wurde das Gebäude geschleift. Lediglich Reste der Grundmauern, der Mühlgraben der Mühlstein und Reste vom Wasserrad deuten auf den Standort hin. Gegenüber der Mühle, auf der hessischen Seite der Grenze, erinnert ein Steinkreuz an eine dort verübte Mordtat vor vielen Jahrhunderten.